# Xenagama batillifera
Xenagama batillifera is een hagedis uit de familie agamen (Agamidae). De soort is endemisch in de Hoorn van Afrika. De soort komt voor in het noordwesten van Somalië en het oosten van Ethiopië.